# Pterogramma simplicicrus
Pterogramma simplicicrus är en tvåvingeart som först beskrevs av Oswald Duda 1925.  Pterogramma simplicicrus ingår i släktet Pterogramma och familjen hoppflugor. Inga underarter finns listade i Catalogue of Life.